# Roberto Osuna
Roberto Osuna Quintero (Juan José Ríos, 7 febbraio 1995) è un giocatore di baseball messicano.

## Carriera
Osuna iniziò la sua carriera nel professionismo con i Diablos Rojos nella Mexican League nel 2011. Nell'agosto dello stesso anno firmò un contratto con i Toronto Blue Jays per un milione e mezzo di dollari.
Debuttò nella MLB l'8 aprile 2015, allo Yankee Stadium di New York City contro i New York Yankees, diventando il più giovane lanciatore della storia della franchigia. Il 18 maggio ottenne la prima vittoria contro i Los Angeles Angels of Anaheim. La prima salvezza giunse il 22 giugno contro i  Tampa Bay Rays. Il 7 agosto contro gli Yankees divenne il più giovane giocatore della storia della MLB ad ottenere una salvezza oltre il nono inning. La sua prima stagione regolare si concluse con un record di 1-6, 20 salvezze, 2.58 di media PGL e 75 strikeout in 69 inning lanciati. Nel 2017 fu convocato per il primo All-Star Game della carriera al posto dell'infortunato Yū Darvish.
Il 30 luglio 2018, i Blue Jays scambiarono Osuna con gli Houston Astros per Ken Giles, Héctor Pérez e David Paulino. Divenne free agent al termine della stagione 2020.

## Palmarès
- MLB All-Star: 1

2017
- Miglior lanciatore dell'American League per numero di salvezze: 1

2019